# Plexiphleps stellifera
Plexiphleps stellifera är en fjärilsart som beskrevs av Moore 1882. Plexiphleps stellifera ingår i släktet Plexiphleps och familjen nattflyn. Inga underarter finns listade i Catalogue of Life.

## Bildgalleri

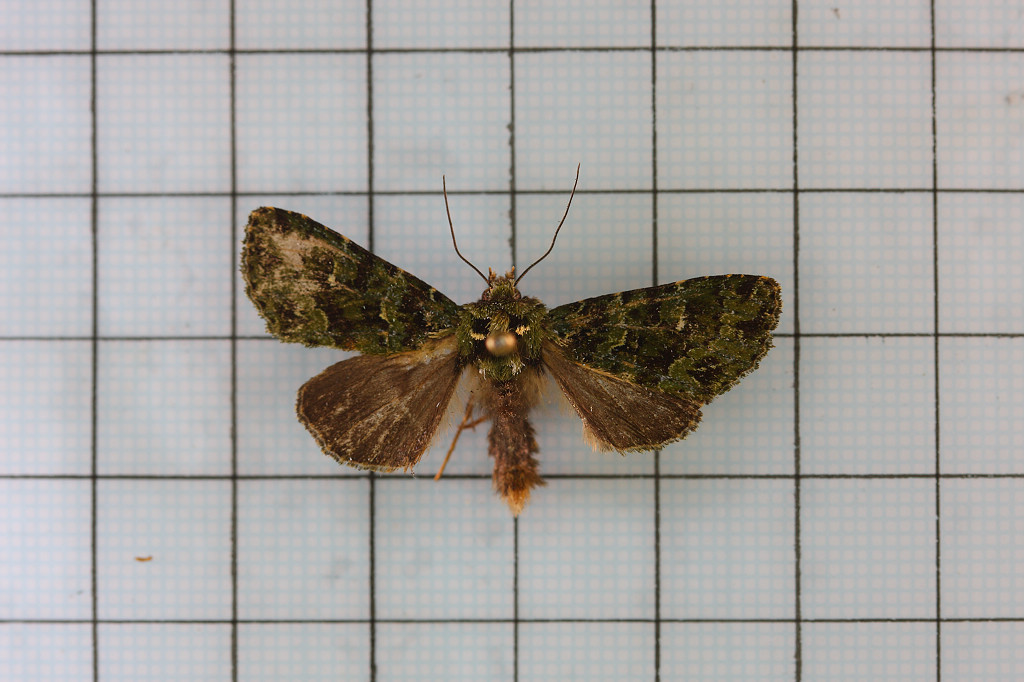